# Cầy giông
Cầy giông (tiếng Mường: cun mờn, tiếng Tày: hên khản, danh pháp hai phần: Viverra zibetha) là loài cầy bản địa của Nam và Đông Nam Á. Năm 2008, IUCN đã xếp loài này vào nhóm Sắp bị đe dọa, chủ yếu do chúng bị săn bắt nhiều để lấy thịt, đặc biệt là tại Trung Quốc.

## Mô tả

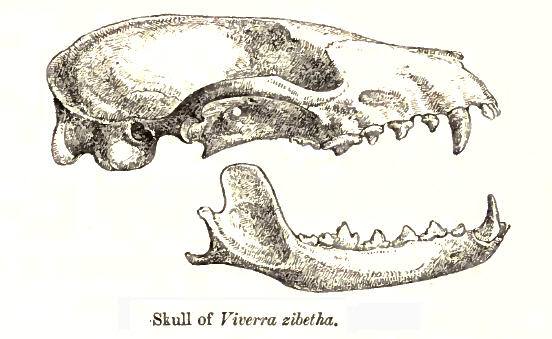
Bộ sọ

Cầy giông có cỡ lớn, con đực to hơn con cái chút ít. Chúng có bộ lông màu nâu xám với những sọc trắng đen trên cổ, thường có hai sọc trắng và ba sọc đen trên đuôi, mõm trắng. Dọc theo cột sống có một dải lông đen cứng, khi gặp nguy hiểm chúng dựng lên để đe dọa kẻ thù. Chiều dài đầu và thân khoảng 50 đến 95 cm, đuôi dài 38 đến 59 cm và bàn chân dài 9 đến 14 cm. Bốn chân của cầy giông có màu đen tuyền. Chúng cân nặng khoảng 3,4 đến 25 kg, tuy nhiên hầu hết có cân nặng trung bình khoảng 5 đến 11 kg. Cả con đực và con cái đều có tuyến xạ nằm gần cơ quan sinh dục, khi gặp kẻ thù chúng sẽ tỏa mùi xạ để đánh lạc hướng.

## Phân bố và môi trường sống
Cầy giông phân bố từ Nepal, đông bắc Ấn Độ, Bhutan đến Myanma, Thái Lan, bán đảo Mã Lai và Singapore đến Campuchia, Lào, Việt Nam và Trung Quốc.

### Các phân loài
Có 5 phân loài đã được công nhận:
- V. z. zibetha (Linnaeus, 1758) phân bố ở Nepal, Bhutan, thượng Bengal;
- V. z. ashtoni (Swinhoe, 1864)
- V. z. picta (Wroughton, 1915) phân bố ở đông Assam
- V. z. pruinosus (Wroughton, 1917)
- V. z. hainana (Wang and Xu, 1983)

Sáu phân loài khác đang được đề xuất. Một loài mới là Viverra tainguensis được Sokolov, Rozhnov và Pham Chong mô tả tại tỉnh Gia Lai của Việt Nam vẫn chưa được thẩm định lại, và tên mới này thường được coi là đồng nghĩa với V. zibetha. Các nghiên cứu DNA đã xác nhận đây là phân loài Viverra zibetha picta.

## Sinh thái và tập tính
Cầy giông là loài ăn đêm và hoạt động đơn lẻ. Chúng có khả năng thích nghi với nhiều môi trường khác nhau. Chúng dành thời gian chủ yếu ở trên mặt đất, mặc dù leo trèo tốt. Ban ngày, chúng ngủ trong hang hốc dưới đất của các loài động vật khác đã bỏ hoang ở rừng, nương rẫy, ven suối hoặc thung lũng. Chúng đánh dấu lãnh thổ bằng các chất bài tiết từ tuyến hậu môn. Lãnh thổ của chúng rộng khoảng 1,7 đến 5,4 km². Cầy giông chủ yếu ăn thịt. Thức ăn của chúng là các loài động vật nhỏ như chim, ếch nhái, rắn, thú nhỏ, trứng, cua, cá và đôi khi là quả mềm. Do cầy giông ăn cả động vật và thực vật nên chúng là loài có vai trò quan trọng trong hệ sinh thái, chúng làm hạn chế các con vật nhỏ có vai trò phân tán thảo mộc.

### Sinh sản
Mùa sinh sản của cầy giông vào khoảng từ tháng 2 đến tháng 7. Con cái mang thai trong thời gian bất kì của năm, thường đẻ 2 lứa mỗi năm, mỗi lứa thường 4 cầy con. Chúng được sinh ra trong một lỗ trên mặt đất hoặc trong bụi cây rậm rạp. Con non mở mắt sau 10 ngày và cai sữa sau một tháng tuổi.

## Tình trạng bảo tồn

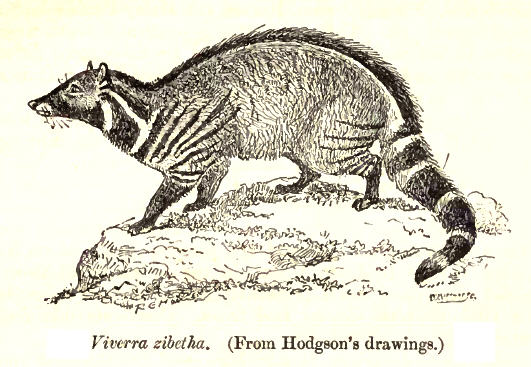
Bản vẽ cầy giông của Hodgson

Loài cầy giông được bảo vệ hoàn toàn ở Malaysia theo Đạo luật Bảo vệ Động vật hoang dã năm 1972 và được liệt kê trong Mục II của Luật Bảo vệ Động vật hoang dã Trung Quốc. Trung quốc đã liệt chúng vào danh sách ‘Nguy cấp’ theo tiêu chuẩn A2acd, và chúng là loài được Nhà nước bảo vệ ở cấp độ II (do nạn săn bắt để lấy thịt và tuyến xạ). Chúng được bảo vệ ở Thái Lan, Việt Nam và Myanmar. Chúng được tìm thấy ở một số khu bảo tồn trong phạm vi phân bố của chúng. Loài này ở Ấn Độ đã được liệt kê trong phụ lục III của Công ước CITES.
Tại Hồng Kông, chúng là loài được bảo vệ theo Pháp lệnh Bảo vệ Động vật hoang dã 170, mặc dù chúng đã không còn được tìm thấy trong điều kiện tự nhiên ở Hồng Kông từ những năm 1970, và được xem là loài bị đe dọa nghiêm trọng.
Riêng tại Việt Nam, do cầy giông là một loại thực phẩm ngon, mật của chúng có tác dụng chữa bệnh cho phụ nữ khi sinh đẻ, da và lông để sản xuất hàng may mặc, tuyến xạ được dùng trong công nghệ sản xuất nước hoa nên chúng thường xuyên phải đối mặt với việc bị con người săn bắt.. Vì thế, đây là loài bị nghiêm cấm săn bắt và gây nuôi ở Việt Nam.

## Tên địa phương
Trong tiếng Assam chúng được gọi là Gendera.
Trong tiếng Bengal chúng được gọi là Bham hay Bham Biral và Gandho Gokul hay Khatas. 'Biral' nghĩa là 'mèo', 'Gandho' nghĩa là 'mùi' hoặc 'hương thơm'. 'Gokul' là nơi ở của Thần Krishna (Govinda). Ở Bengal có loại gạo có mùi ngọt ngào và dễ chịu gọi là gạo Govindabhog (gạo dâng lên cho Thần Govinda). Chất tiết ra từ tuyến xạ của cầy giông có mùi giống như loại gạo này, cho nên chúng thường được gọi là "Gandho Gokul".